# Équipe de Suisse de football en 2012
Cet article présente l'année 2012 pour l'équipe de Suisse de football. Le 30 mai, elle dispute son premier match dans la Swissporarena de Lucerne qui se solde par une défaite face à l'Roumanie.

## Évolution du classement
| Année | 2011     | 2012    | 2012    | 2012 | 2012  | 2012 | 2012 | 2012    | 2012 | 2012      | 2012    | 2012     | 2012     |
| Mois  | décembre | janvier | février | mars | avril | mai  | juin | juillet | août | septembre | octobre | novembre | décembre |
| Rang  | 17       | 16      | 16      | 18   | 18    | 18   | 21   | 21      | 23   | 20        | 15      | 16       | 12       |

## Bilan
|           | Nombre de matchs | Victoires | Défaites | Matchs nul | Buts marqués | Buts encaissés |
| Domicile  | 5                | 2         | 2        | 1          | 9            | 8              |
| Extérieur | 4                | 4         | 0        | 0          | 10           | 3              |
| Total     | 9                | 6         | 2        | 1          | 19           | 11             |

## Matchs et résultats
| Match amical                                        | Suisse      | 1 - 3   | Argentine                  | Stade de Suisse, Berne                         |                                                |
| 29 février 2012 · 20:30 · Historique des rencontres | Shaqiri 49e | (0 - 1) | 20e 88e 90+3e (pen.) Messi | Spectateurs : 30 250 Arbitrage : Florian Meyer | Spectateurs : 30 250 Arbitrage : Florian Meyer |
| 29 février 2012 · 20:30 · Historique des rencontres | Rapport     |         |                            | Spectateurs : 30 250 Arbitrage : Florian Meyer | Spectateurs : 30 250 Arbitrage : Florian Meyer |

| Match amical                                    | Suisse                                                | 5 - 3   | Allemagne                             | Parc Saint-Jacques, Bâle                        |                                                 |
| 26 mai 2012 · 18:00 · Historique des rencontres | Derdiyok 21e 23e 50e · Lichtsteiner 67e · Mehmedi 76e | (2 - 1) | 45e Hummels · 64e Schürrle · 72e Reus | Spectateurs : 27 381 Arbitrage : Antony Gautier | Spectateurs : 27 381 Arbitrage : Antony Gautier |
| 26 mai 2012 · 18:00 · Historique des rencontres | Rapport                                               |         |                                       | Spectateurs : 27 381 Arbitrage : Antony Gautier | Spectateurs : 27 381 Arbitrage : Antony Gautier |

| Match amical                            | Suisse  | 0 - 1   | Roumanie   | Swissporarena, Lucerne                             |                                                    |
| 30 mai 2012 · Historique des rencontres |         | (0 - 0) | 56e Grozav | Spectateurs : 11 850 Arbitrage : Svein Oddvar Moen | Spectateurs : 11 850 Arbitrage : Svein Oddvar Moen |
| 30 mai 2012 · Historique des rencontres | Rapport |         |            | Spectateurs : 11 850 Arbitrage : Svein Oddvar Moen | Spectateurs : 11 850 Arbitrage : Svein Oddvar Moen |

| Match amical                                     | Croatie         | 2 - 4   | Suisse                                        | Stade de Poljud, Split                          |                                                 |
| 15 août 2012 · 20:30 · Historique des rencontres | Eduardo 20e 65e | (1 - 2) | 11e Xhaka · 37e Barnetta · 52e 81e Gavranović | Spectateurs : 10 000 Arbitrage : Antonio Damato | Spectateurs : 10 000 Arbitrage : Antonio Damato |
| 15 août 2012 · 20:30 · Historique des rencontres | Rapport         |         |                                               | Spectateurs : 10 000 Arbitrage : Antonio Damato | Spectateurs : 10 000 Arbitrage : Antonio Damato |

| Éliminatoires CM 2014                                | Slovénie | 0 - 2   | Suisse                | Parc des sports de Stožice, Ljubljana              |                                                    |
| 7 septembre 2012 · 20:30 · Historique des rencontres |          | (0 - 1) | 20e Xhaka · 51e Inler | Spectateurs : 13 243 Arbitrage : Paolo Tagliavento | Spectateurs : 13 243 Arbitrage : Paolo Tagliavento |
| 7 septembre 2012 · 20:30 · Historique des rencontres | Rapport  |         |                       | Spectateurs : 13 243 Arbitrage : Paolo Tagliavento | Spectateurs : 13 243 Arbitrage : Paolo Tagliavento |

| Éliminatoires CM 2014                                 | Suisse                  | 2 - 0   | Albanie | Swissporarena, Lucerne                          |                                                 |
| 11 septembre 2012 · 20:30 · Historique des rencontres | Shaqiri 23e · Inler 68e | (1 - 0) |         | Spectateurs : 16 500 Arbitrage : Ovidiu Hațegan | Spectateurs : 16 500 Arbitrage : Ovidiu Hațegan |
| 11 septembre 2012 · 20:30 · Historique des rencontres | Rapport                 |         |         | Spectateurs : 16 500 Arbitrage : Ovidiu Hațegan | Spectateurs : 16 500 Arbitrage : Ovidiu Hațegan |

| Éliminatoires CM 2014                               | Suisse         | 1 - 1   | Norvège       | Stade de Suisse, Berne                                    |                                                           |
| 12 octobre 2012 · 20:30 · Historique des rencontres | Gavranović 79e | (0 - 0) | 81e Hangeland | Spectateurs : 30 712 Arbitrage : David Fernández Borbalán | Spectateurs : 30 712 Arbitrage : David Fernández Borbalán |
| 12 octobre 2012 · 20:30 · Historique des rencontres | Rapport        |         |               | Spectateurs : 30 712 Arbitrage : David Fernández Borbalán | Spectateurs : 30 712 Arbitrage : David Fernández Borbalán |

| Éliminatoires CM 2014                               | Islande | 0 - 2   | Suisse                        | Laugardalsvöllur, Reykjavik                |                                            |
| 16 octobre 2012 · 20:30 · Historique des rencontres |         | (0 - 0) | 65e Barnetta · 79e Gavranović | Spectateurs : 8 639 Arbitrage : Alan Kelly | Spectateurs : 8 639 Arbitrage : Alan Kelly |
| 16 octobre 2012 · 20:30 · Historique des rencontres | Rapport |         |                               | Spectateurs : 8 639 Arbitrage : Alan Kelly | Spectateurs : 8 639 Arbitrage : Alan Kelly |

| Match amical                                         | Tunisie      | 1 - 2   | Suisse                       | Stade olympique de Sousse, Sousse                      |                                                        |
| 14 novembre 2012 · 18:15 · Historique des rencontres | Dhaouadi 59e | (0 - 1) | 40e Derdiyok · 90+6e Shaqiri | Spectateurs : 1 500 Arbitrage : Amatey Fleischer Cecil | Spectateurs : 1 500 Arbitrage : Amatey Fleischer Cecil |
| 14 novembre 2012 · 18:15 · Historique des rencontres | Rapport      |         |                              | Spectateurs : 1 500 Arbitrage : Amatey Fleischer Cecil | Spectateurs : 1 500 Arbitrage : Amatey Fleischer Cecil |

## Classement des buteurs
| Buteur               | Compétition officielle | Matchs amicaux | Total |
| -------------------- | ---------------------- | -------------- | ----- |
| Mario Gavranović     | 2                      | 2              | 4     |
| Eren Derdiyok        | 0                      | 4              | 4     |
| Xherdan Shaqiri      | 1                      | 2              | 3     |
| Gökhan Inler         | 2                      | 0              | 2     |
| Tranquillo Barnetta  | 1                      | 1              | 2     |
| Granit Xhaka         | 1                      | 1              | 2     |
| Admir Mehmedi        | 0                      | 1              | 1     |
| Stephan Lichtsteiner | 0                      | 1              | 1     |